# Jack Dempsey
Pour les articles homonymes, voir Jack Dempsey (homonymie).
Ne doit pas être confondu avec Jack (Nonpareil) Dempsey.

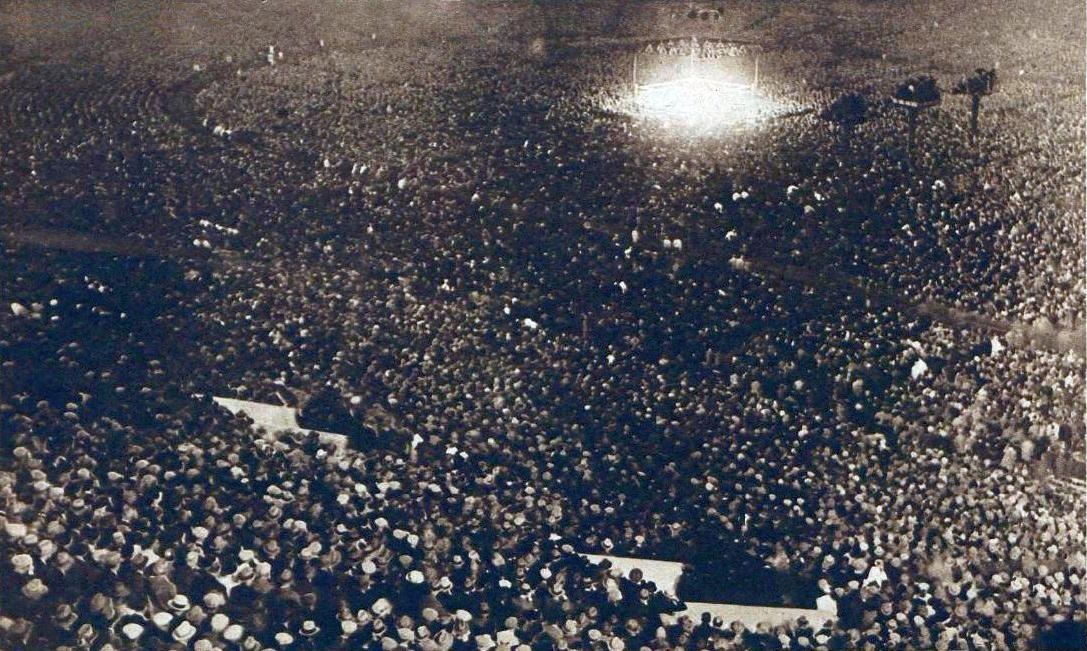
Une partie des 120557 spectateurs du stade de l'Exposition à Philadelphie le 23 septembre 1926, pour le premier match Dempsey-Tunney.

Jack Dempsey est un boxeur américain né le 24 juin 1895 à Manassa dans le Colorado et mort le 31 mai 1983 à New York. Icône culturelle des années 1920, il détient le titre de champion du monde poids lourds du 4 juillet 1919 (victoire face à Jess Willard) à 1926. Le style de combat agressif de Dempsey et sa puissance de frappe exceptionnelle font de lui l'un des boxeurs les plus populaires de l'histoire,.
Beaucoup de ses combats ont établi des records à la fois financiers et d'affluence. Première grande star de la boxe moderne, il participe notamment au premier combat de boxe à plus d'un million de dollar face à Georges Carpentier dans un combat désigné à l'époque comme le « match du siècle ». Il a également été un pionnier de la diffusion en direct de combats de boxe.
Il perd son titre de champion du monde devant 120 557 spectateurs face à Gene Tunney, le 23 septembre 1926.
Surnommé « Le Tigre de Manassa », Dempsey est classé dixième sur la liste des poids lourds de tous les temps du magazine The Ring et septième parmi ses 100 meilleurs frappeurs. En 1950, l'Associated Press l'a élu meilleur combattant des cinquante dernières années. Il est membre de l'International Boxing Hall of Fame et figurait dans le précédent Boxing Hall of Fame.
Il succombe à une attaque cardiaque le 31 mai 1983, à New York, à l'âge de 87 ans.

## Biographie

### Jeunesse
William Harrison Dempsey est né le 24 juin 1895 à Manassa dans le Colorado. Il grandit dans une famille pauvre. Fils de Mary Celia (née Smoot) et de Hiram Dempsey, il est en partie d'origine irlandaise. Il a également prétendu être partiellement Cherokee,. À la suite de la conversion de ses parents à l'Église de Jésus-Christ des Saints des Derniers Jours, Dempsey a été baptisé dans cette Église en 1903 à l'âge de huit ans, ce qui correspond, selon la doctrine à « l'âge de responsabilité ».
Parce que son père avait des difficultés à trouver du travail, la famille voyageait souvent afin que Hiram puisse trouver du travail. Dempsey arrête ses études à l'école primaire pour travailler et quitte la maison à l'âge de 16 ans. Manquant d'argent, il voyage illégalement en train et dort dans des camps pour sans-abri. Pour gagner un peu d'argent, Dempsey défiait occasionnellement des hommes dans des bars, pour de l'argent. Si le combat se faisait, des paris étaient lancés. Dans son autobiographie, il précise qu'il a rarement perdu ces bagarres de bar.
Dempsey a également été, pendant un court moment, garde du corps à temps partiel pour Thomas F. Kearns, président du Salt Lake Tribune et fils du sénateur américain de l'Utah Thomas Kearns.
Dempsey a souvent combattu sous les pseudonymes de "Kid Blackie" ou de "Young Dempsey". Une grande partie du débuts de sa carrière n'a pas été déclarée et n'est donc pas enregistrée de manière officielle.

### Carrière de boxeur professionnel
Il combat la première fois sous le nom de Jack Dempsey en novembre 1914 à Cripple Creek dans le Colorado. Son frère Bernie devait combattre George Copelin, sous le pseudonyme de Jack Dempsey, surnom pris en référence à Jack "Nonpareil" Dempsey. En apprenant que Copelin s'était battu contre le champion du monde des poids lourds Jack Johnson, Bernie, vieillissant, se retire du combat et laisse sa place à son frère qui monte sur le ring sous le même pseudonyme. Ce changement de boxeur à la dernière minute n'a pas ravi le promoteur du combat, qui a menacé de l'annuler, ni les spectateurs. La différence de poids entre les deux boxeurs était également significative : 165 livres contre 145. L'opposition est néanmoins maintenue. Dempsey envoie Copelin six fois au tapis à la première reprise et deux fois à la deuxième. Le combat se poursuit sous la forme d'un combat d'usure jusqu'à la septième reprise où Copelin est arrêté par l'arbitre après une dernière mise au sol, bien que Copelin se soit relevé. Selon les dires de Dempsey, « À cette époque, ils n'arrêtaient pas les combats dans les villes minières tant qu'un homme pouvait bouger. ». Dempsey remporte 100 $ pour sa victoire et décide de poursuivre sa carrière dans la boxe à partir de 1915, dans la mesure où il était bon dans ce domaine.
Dempsey est dans un premier temps managé par John J. Reisler puis par Jack Kearns

#### Ascension vers le titre
Il remporte six combats d'affilée par KO avant de perdre aux points contre Jack Downey. Au début de sa carrière, il combat essentiellement dans l'Utah, participant fréquemment à des rencontres dans des villes proches de la chaîne de montagnes Wasatch. Il remporte de nombreux combats par KO contre des boxeurs locaux. Il rencontre Johnny Sudenberg au Nevada à deux reprises ; les deux rencontres se soldent par un nul. Il prendra plus sa revanche sur Jack Downey en le battant par KO en 1916. Il poursuit son ascension en remportant de nombreuses victoires. Il connait deux défaites en 1917 contre deux boxeurs plus expérimentés : Fireman Jim Flynn et Willie Meehan. Flynn est un des rares boxeurs à avoir battu Dempsey par KO. Il prendra sa revanche sur les deux. Plusieurs combats se sont soldés par une absence de décision : à cette époque, les juges étaient peu répandus et bien souvent un combat qui durait se transformait en match nul ou en une égalité. Après la guerre, Dempsey passe deux ans à Salt Lake City, pour se reposer, avant de retourner sur le ring,. Il a été accusé par certains d'avoir utilisé la boxe comme prétexte pour ne pas s'enrôler dans l'armée. Cela pèsera sur sa réputation jusqu'en 1920, lorsque les preuves  montreront qu'il s'était bien fait enregistrer dans l'armée américaine, mais avait été exempté car il avait une femme à charge.

#### Combat pour le titre
En 1918, Dempsey combats à 17 reprises et ne perd qu'une fois contre Willie Meehan. Il bat successivement de grands noms de la boxe de l'époque : le champion des poids lourds légers Battling Levinsky, Bill Brennan, Fred Fulton, Carl E. Morris, Billy Miske, le poids lourd Lefty Jim McGettigan et Homer Smith. Ces bons résultats lui offrent un combat pour le titre.
Jack Dempsey sort donc de sa pause pugilistique le 4 juillet 1919 pour un combat contre le champion du monde des poids lourds Jess Willard. Le combat, prévu en douze reprises, se déroule à Bay View Park Arena à Toledo dans l'Ohio. Williard, surnommé le "Pottawatamie Giant", est bien plus lourd et massif que Dempsey : 245 livres contre 187. Pour autant le combat tourne vite à l'avantage du challenger : Willard est mis au sol 7 fois dans la première reprise. Dempsey quitte le ring à la fin du premier round, pensant que le combat est terminé. Ce n'est toutefois pas le cas. Cela a été considéré comme une violation des règles, mais le coin de Willard n'a pas demandé l'application du règlement à l'arbitre (disqualification). Le combat est finalement arrêté à la troisième reprise, Willard n'arrivant plus à rester debout. Jack Demspey est alors sacré champion du monde des poids lourds.

##### Controverse
Willard aurait subi une fracture de la mâchoire, des côtes cassées, plusieurs dents cassées et un certain nombre de fractures profondes aux os du visage. Cette victoire écrasante a éveillé des soupçons de triche, certaines personnes se demandant comment Dempsey avait été capable de causer de tels dommages sans se blesser. La théorie de gants renforcés fait son apparition. D'autres sources ne mentionnent cependant pas de telles blessures. Le récit du combat du New York Times décrit un gonflement sévère visible d'un côté du visage de Willard, mais ne mentionnait aucun os cassé. Une photographie fixe de Willard après le combat semble montrer une décoloration et un gonflement sur son visage.
Après le combat, Willard aurait déclaré : "Dempsey est un frappeur remarquable. C'était la première fois que je me faisais mettre au sol. J'ai renvoyé de nombreux oiseaux chez eux dans le même état que moi, et maintenant je sais ce qu'ils ont ressenti. Je souhaite sincèrement à Dempsey toute la chance possible [pour la suite] et j'espère qu'il profitera de tous les avantages qui viennent avec le championnat. J'ai eu mon aventure avec le titre. J'ai été champion pendant quatre ans".
Après avoir été licencié par Dempsey, son manager Jack Kearns a évoqué le combat dans le numéro du 20 janvier 1964 de Sports Illustrated. Dans l'interview, Kearns a abordé la théorie des gants chargés. Il aurait informé Dempsey qu'il avait misé sa part de la bourse en faveur d'une victoire de Jack par KO au premier round. Kearns a en outre déclaré qu'il avait appliqué du plâtre de Paris sur les bandes de Dempsey.
Toutefois, l'historien de la boxe J. J. Johnston ne croit pas à cette théorie. Les images du combat montrent Willard entrant sur le ring et se dirigeant vers Dempsey pour examiner ses mains. Le champion aurait vu le plâtre. De plus, une expérience avait été menée par un magazine de boxe dont le but visait à pour rejouer le combat. Ces éléments tendent à prouver que l'histoire de Kearns était fausse. Par ailleurs, le fondateur et rédacteur en chef du Ring, Nat Fleischer, a déclaré qu'il avait été présent lors du bandage des mains de Dempsey et que les gants n'étaient pas chargés et les bandes n'étaient pas recouvertes de plâtre.
Dans le Los Angeles Times du 3 juillet 1979, Joe Stone, un ancien arbitre de boxe, a affirmé que dans un film du combat, un objet pouvait être vu sur le sol à la fin du combat. L'objet aurait été enlevé par quelqu'un du coin de Dempsey. Dans le même film, il est cependant possible de voir Dempsey à différents moments du combat pousser et tenir avec Willard avec la paume du gant en question et tenir les cordes à deux mains, ce qui est impossible s'il tenait un objet comme Stone l'affirme.

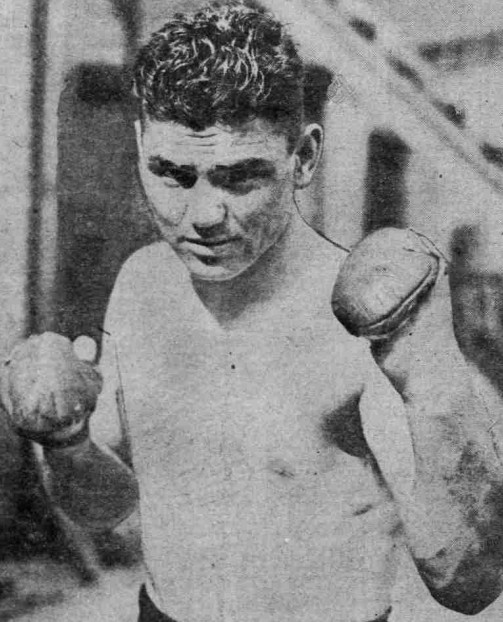
Jack Dempsey en 1919.

#### Défenses du titre
Après sa victoire, Dempsey profite de sa célébrité pour voyager à travers le pays, en faisant des apparitions publicitaires dans des cirques, organisant des expositions et apparaissant dans un film hollywoodien à petit budget.
Dempsey ne défend son titre que le 6 septembre 1920 dans un combat contre Billy Miske à Benton Harbor dans le Michigan. Le combat est prévu en dix reprises. Miske est battu par KO en trois rounds.
La deuxième défense du titre de Dempsey eut lieu le 14décembre 1920 contre Bill Brennan au Madison Square Garden à New York. Le combat est prévu en quinze reprises. Le combat n'est pas aussi facile que le précédent. À la dixième reprises, Brennan est en avance aux points ; l'oreille gauche de Dempsey saigne abondamment. Dempsey réussit néanmoins à mettre Brennan KO au douzième round.
Le 2 juillet 1921, Dempsey défend son titre contre le français Georges Carpentier. 

##### Opposition face à Georges Carpentier: le combat du siècle
La troisième défense de titre de Dempsey l'oppose au héros français de la Première Guerre mondiale Georges Carpentier, un combattant populaire des deux côtés de l'Atlantique. L'opposition est très vite qualifiée de combat du siècle. Les promoteurs du combat sont Tex Rickard et George Bernard Shaw, pour qui Carpentier est "le plus grand boxeur du monde". Le combat se déroule le 2 juillet 1921 à Boyle's Thirty Acres à Jersey City dans le New Jersey.
Plus de 91 000 personnes font le déplacement pour voir les deux boxeurs s'affronter. C'est le premier combat de boxe qui génèrent plus d'un million de dollar de recette (1.7 million). Bien que qualifié de " combat du siècle", la plupart des spécialistes prévoient une victoire unilatérale pour Dempsey. Le pionnier de la radio RCA a organisé une couverture en direct du match via KDKA, faisant de l'événement la première émission de radio nationale.
Le combat est prévu en douze reprises. Carpentier fait vaciller Dempsey avec un coup droit dur au deuxième round. Dempsey réplique en envoyant 25 coups en un seul échange de 31 secondes peu de temps après. Carpentier se casse le pouce dans cette reprise, ce qui le met en difficulté pour la suite du combat. Dempsey finit par remporter le combat par KO au quatrième round.

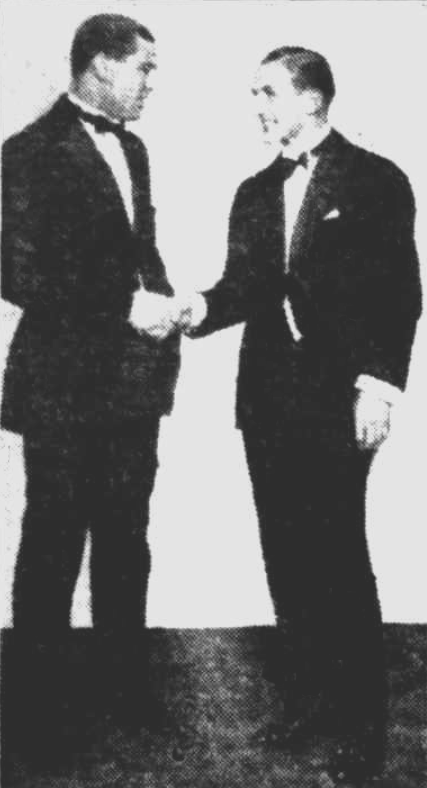
Jack Dempsey rencontrant Georges Carpentier, en 1922.

##### Dernières défenses du titre
Dempsey défend ensuite son titre à nouveau en juillet 1923 contre Tommy Gibbons à Shelby dans le Montana. Il bat Gibbons aux points dans un combat en quinze rounds.  
Il défend son titre une dernière fois contre Luis Angel Firpo au Polo Grounds à New-York en septembre 1923 dans un combat plutôt violent. 85 000 spectateurs assistent au combat tandis que 20 000 autres essayant d'entrer. Firpo est mis au tapis à plusieurs reprises par Dempsey, mais continue de se battre, allant jusqu'à mettre Dempsey au sol à deux reprises. La deuxième fois qu'il a été mis au tapis, Dempsey a volé la tête la première à travers les cordes du ring, atterrissant sur la machine à écrire d'un journaliste. Il est resté hors du ring pendant environ 14 secondes, ce qui lui a permis de rester dans le combat : la règle précise que le boxeur doit être du ring pendant au moins 20 secondes pour être déclaré KO. Dempsey finit par battre le concurrent argentin avec un KO au deuxième round.

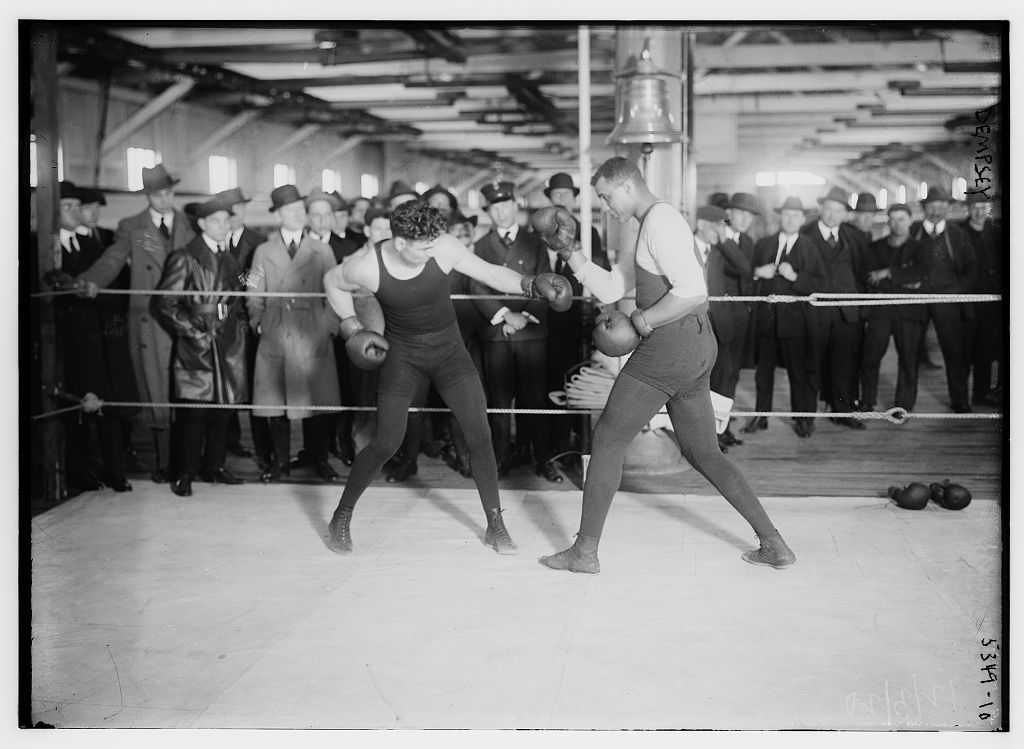
Jack Dempsey lors d'une exhibition.

#### Retrait du ring 1923-1926
Dempsey ne défend pas son titre durant les trois années qui suivent le combat contre Firpo. Le public et les médias ont fait pression pour que Dempsey défende son titre contre le concurrent afro-américain Harry Wills. Pour certains, le champion aurait sciemment évité le challenger : il a d'ailleurs déclaré lors de son sacre de champion du monde en 1919 qu'il n'affronterait plus de boxeur noir. Dempsey avait néanmoins affirmé qu'il était prêt à le combattre.
Au lieu de continuer à défendre son titre, Dempsey a gagné de l'argent avec des expositions de boxe, avec la publicité et en apparaissant dans des films, tels que la série de films d'aventure Daredevil Jack.
Dempsey a également beaucoup voyagé, dépensé et fait la fête. Pendant ce temps loin des combats, Dempsey épouse l'actrice Estelle Taylor en 1925 et a licencié son entraîneur et manager de longue date Jack "Doc" Kearns. Kearns a poursuivi à plusieurs reprises Dempsey pour de grosses sommes d'argent après son licenciement.
En avril 1924, Dempsey est nommé à un poste de direction dans l'Irish Worker League (IWL). L'IWL était un groupe communiste soutenu par les Soviétiques et fondé à Dublin par le leader syndical irlandais Jim Larkin.

#### Perte du titre
Le 23 septembre 1926, Dempsey défend son titre face à Gene Tunney dans un combat de dix reprises au Sesquicentennial Stadium à Philadelphie,. Le challenger est un boxeur connu qui n'a perdu qu'une fois en carrière. Le jour du combat, le stade est rempli de plus de 120 000 spectateurs qui ont déboursé un total de deux millions de dollars pour assister au combat. Il s'agit de l'événement de boxe qui a réuni le plus de spectateur jusqu'en 1993 : le record n'a en effet été battu que 67 ans plus tard lors du combat opposant Chavez à Haugen. Les bourses sont elles aussi très importantes : celle de Dempsey atteint 770 000 $ et celle de Tunney 200 000 $,. Dempsey est largement favori.
Tunney s'est particulièrement bien entraîné en visionnant des combats du champion afin d'y déceler ses faiblesses. Il a également fait appel à des boxeurs qui avaient combattu Dempsey, à la fois adversaires et anciens partenaires d'entraînement. Tunney développe une stratégique de combat lui permettant de gagner. L'entrainement de Tunney finit par porter ses fruits. Dès le premier round, Dempsey est déstabilisé par un coup droit au visage. Tunney conserve cet avantage tout le long du combat, qu'il remporte aux points.
Il s'agit de la première fois qu'un poids lourd remportait un championnat du monde par décision et non par KO.
Lorsque Dempsey, vaincu, retourna dans sa loge, il expliqua sa défaite à sa femme en disant : « Chérie, j'ai oublié de me baisser ». Cinquante-cinq ans plus tard, le président Ronald Reagan empruntera cette citation lorsque sa femme Nancy lui rendit visite aux urgences après l'attentat dont il avait été victime.
Après sa défaite, Dempsey envisage de prendre sa retraite mais décide finalement de revenir pour un combat revanche. C'est à cette période qu'une tragédie s’abat sur famille. Son frère John tue son ex-épouse Edna âgée de 21 ans puis se suicide, laissant son fils de deux ans, Bruce, orphelin. Jack est appelé pour identifier les corps et sera très marqué par cet incident.
Avant de revenir pour un combat contre Tunney, Dempsey remonte sur le ring le 21 juillet 1927 au Yankee Stadium. Il est opposé à Jack Sharkey, qui deviendra plus tard champion du monde. Le combat est particulièrement important pour Sharkey qui espère décrocher un combat pour le titre. Ce dernier domine Dempsey au début du combat. La suite du combat est assez controversée. À la septième reprise, Dempsey envoie une série de coups, que Sharkey juge portés sous la ceinture. Il se tourne alors vers l'arbitre pour protester et Dempsey l'assomme avec un crochet du gauche au menton. Sharkey ne peut se relever dans les dix secondes réglementaires.

##### Le combat revanche:The Long Count Fight
Le combat revanche entre Dempsey et Tunney a lieu à Chicago dans l'Illinois le 22 septembre 1927, un jour avant la date anniversaire de la perte du titre. Le combat rapporte un peu plus de 2.8 millions de dollars de recette et attire les foules. Le gangster Al Capone a déclaré qu'il pariait sur une victoire de Dempsey après avoir entendu que Davy Miller allait arbitrer le combat. Le frère de ce dernier avait misé sur Dempsey. Pensant qu'il pourrait y avoir un lien, Capone a également parié sur Dempsey. Les officiels de l'Illinois ont remplacé Davy Miller par Dave Barry pour éviter toute triche.
Le combat a été organisé avec une nouvelle règle concernant les mises au tapis : le boxeur mis au sol a 10 secondes pour se relever par ses propres moyens. Le compte à rebours ne débute qu'une fois l'adversaire dans un coin neutre.
Lors des six premiers rounds, aucun des boxeurs n'obtient d'avantages nets. Tunney reste néanmoins en tête dans le comptage des points en utilisant son style familier de boxe à distance tout en cherchant les ouvertures. Rien ne laissait sembler que le combat serait différent du premier.
À la septième reprise, Tunney se retrouve piégé dans les cordes permettant à Dempsey de déclencher une combinaison de coups de poing qui terrasse le champion. Deux droites et deux gauches atteignent le menton de Tunney et le font chanceler. Quatre autres coups de poing l'ont envoyé au tapis. C'était la première fois que Tunney était mis knock-down. L'arbitre a demandé à Dempsey de se placer dans un coin neutre en appliquant de la nouvelle règle. Le boxeur a cependant mis du temps à appliquer la consigne, préférant rester proche de Tunney et empêchant ainsi de débuter le comptage. Ce laps de temps supplémentaire a profité à Tunney qui finit par se relever à 9 secondes. Le chronométreur officiel a quant à lui chronométré 14 secondes au total. À la reprise du combat, Dempsey a essayé de terminer le combat mais n'y est pas parvenu. Dempsey est envoyé au tapis dans la huitième reprise et perd aux points les deux dernières reprises.Tunney conserve donc le titre de champion du monde des poids lourds sur décision unanime.
En raison de cette confusion lors du décompte et de la controverse qui s'ensuivit, le match revanche Dempsey-Tunney est connu sous le nom de « Long Count Fight ».

### Vie après la boxe
Dempsey prend sa retraite du monde de la boxe professionnelle après son match revanche contre Tunney, mais continue à boxer lors de nombreux combats d'exhibition. En juin 1932, il parainne l'événement de rodeo  "Ride of Champions" à Reno dans le Nevada où il décerne le "Dempsey Trophy" au cavalier de rodeo Pete Knight. En 1933, Dempsey est approché par Metro-Goldwyn-Mayer pour incarner un boxeur dans le film, The Prizefighter and the Lady (Un cœur, deux poings en français), réalisé par W. S. Van Dyke et avec Myrna Loy.
En 1935, Dempsey ouvre son restaurant, nommé Jack Dempsey, à New York sur la 8e avenue et la 50e rue, en face du troisième Madison Square Garden. Le nom du restaurant a ensuite été changé en Jack Dempsey's Broadway Restaurant lorsqu'il a déménagé à Times Square sur Broadway entre les 49e et 50e rues. Il est resté ouvert jusqu'en 1974.
Dempsey a également été copropriétaire du Howard Manor à Palm Springs en Californie.
Les combats pour le titre des poids lourds de Dempsey, les combats d'exposition et les films font de Dempsey l'un des athlètes les plus riches du monde. Il fera la couverture du Time en 1923.

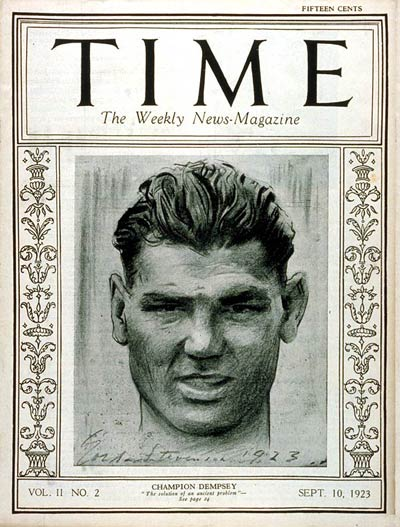
Jack Dempsey en première page du Time le 10 septembre 1923.

## Activités pendant la Seconde Guerre mondiale
Lors de l'entrée des États-Unis dans la Seconde Guerre mondiale, Dempsey rejoint la Garde de l'État de New York en tant que premier lieutenant puis la réserve de la Garde côtière,,. Il exerce ses fonctions à partir de juin 1942 à la station d'entraînement des garde-côtes, à Manhattan Beach. Il est nommé directeur d'éducation physique. Il a également fait des apparitions dans des combats d’exhibition. Dempsey est promu lieutenant-commandant en décembre 1942 et commandant en mars 1944. Cette même année, il est affecté sur le navire USS Wakefield (AP-21). En 1945, il était à bord du navire d'attaque USS Arthur Middleton (APA-25) pour l'invasion d'Okinawa. Dempsey a également passé du temps à bord de l'USS General William Mitchell (AP-114), où il montrait des techniques de combat de l'équipage. Dempsey a été libéré du service actif en septembre 1945 et reçut une décharge honorable de la Réserve de la Garde côtière en 1952.

## Vie personnelle
Jack Dempsey s'est marié quatre fois. Il a été marié à Maxine Gates de 1916 à 1919 puis à Estelle Taylor de 1925 à 1930. Il épouse en 1933 Hannah Williams, une chanteuse de Broadway, récemment divorcée de Roger Wolfe Kahn, le chef d'orchestre. Ensemble, ils auront deux enfants,. Dempsey et Williams divorcent en 1943. Il épouse Deanna Piatelli en 1958 ; ensemble ils adopteront une fille.
Jack Dempsey décède le 31 mai 1983 à New-York à l'âge de 87 ans. Son corps est enterré dans le cimetière de Southampton.

## Style
Dempsey est l'inventeur d'un mouvement utilisé par les meilleurs boxeurs par la suite et qui portera son nom : le Dempsey roll (roulement de Dempsey). Il représente un mouvement « de roulement » exigeant une vitesse et une force considérables au niveau des membres inférieurs. Cette technique commence par une série de mouvements d'esquives. Pendant cette étape, la tête se déplace en un modèle proche d'un huit horizontal. En accélérant son mouvement, le boxeur avance. Une fois proche de l'adversaire, le combattant pousse avec ses jambes et utilise l'élan créé par le mouvement de balancier pour envoyer ses coups, souvent des crochets puissants et précis, au corps et au visage tout en se balançant, toujours dans le sens du « huit horizontal » pour maintenir l'élan et pour éviter les coups. Cependant, la montée verticale (aux extrémités du huit horizontal) est prévisible rendant le Dempsey Roll vulnérable aux contres précis et aux poussés adverses.
Popularisé après la fin du règne de Jack Dempsey dans le monde de la boxe professionnel, le Dempsey Roll a été employé, avec succès, par des boxeurs avec des constructions et modèles physiques semblables aux siens. Le plus notable de ces derniers était Mike Tyson dont l'énorme puissance de frappe ressemblait fortement à celle de Jack Dempsey ainsi que sa stature (1,80 m). Théoriquement, une esquive se fait plus facilement face à un combattant plus grand et dans la catégorie des poids lourds les boxeurs dépassent souvent les 1,90 m.

## Héritage
Avec la collaboration de sa fille Barbara, Dempsey a rédigé son autobiographie, parue en 1977 sous le titre Dempsey.
Il est également l'auteur d'un livre sur la boxe intitulé Championship Fighting: Explosive Punching and Aggressive Defense qu'il publie en 1950. L'ouvrage met l'accent sur la possibilité d'infliger un KO en utilisant son poids de corps et une vitesse de frappe.
Dempsey est intronisé pour la première fois en 1954 au Boxing Hall of Fame du magazine Ring (dissout en 1987) et en 1990 à l'International Boxing Hall of Fame. En 1970, Dempsey fait partie de la charter class du Temple de la renommée des sports de l'Utah.
En 2004, Public Broadcasting Service réalise un documentaire en hommage à Dempsey et à sa carrière. Son style de boxe est alors résumé de la façon suivante : « le style de boxe de Dempsey consistait à se balancer et à tisser constamment. Ses attaques étaient furieuses et soutenues. Derrière tout cela se trouvait la rage. Son comportement agressif a incité les boxeurs à se retirer. Un coin neutre a été mis en place aux adversaires qui avaient été mis au sol pour leur donner une chance de se relever".
En 2011, Dempsey est intronisé à titre posthume  à l'Irish American Hall of Fame.
Dempsey a également été un franc-maçon et membre de Kenwood Lodge à Chicago dans l'Illinois,.

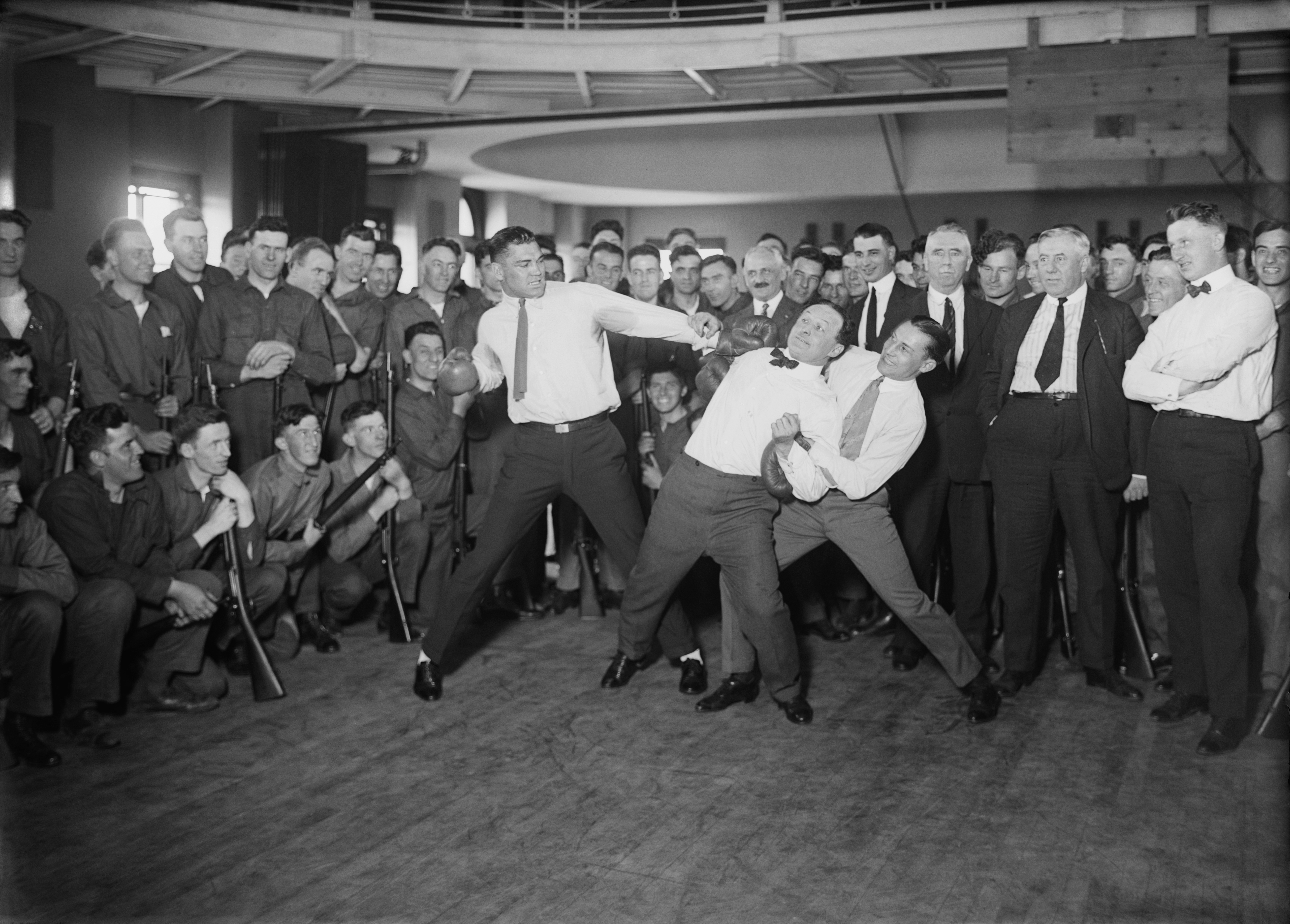
Jack Dempsey, Harry Houdini et Benny Leonard.

## Distinctions
- Jack Dempsey est élu boxeur de l'année en 1923 par Ring Magazine.
- Dempsey - Firpo est élu combat de l'année en 1923[53].
- Tunney - Dempsey I est élu combat de l'année en 1926[54].
- Tunney - Dempsey II est élu combat de l'année en 1927[39].
- Il est membre de l'International Boxing Hall of Fame depuis sa création en 1990[55].

## Anecdotes
- Ippo Makunouchi, le héros du célèbre manga et animé « Hajime no Ippo », utilise le Dempsey roll. Cette technique ainsi présentée maintient ses principes de base, ses forces et ses faiblesses (à noter qu'Ippo est petit pour sa catégorie).
- Le boxeur de Street Fighter 3, Dudley, a un mouvement spécial appelé « Rolling thunder », qui est en fait un Dempsey Roll. C'est un personnage créé en l'honneur d' Hajime no Ippo.
- Le personnage Steve Fox, qui apparaît à partir du 4e volet de la série de jeu de combat Tekken, utilise également une technique similaire au "Dempsey Roll" qui s'appelle "Endless Roll".

## Filmographie

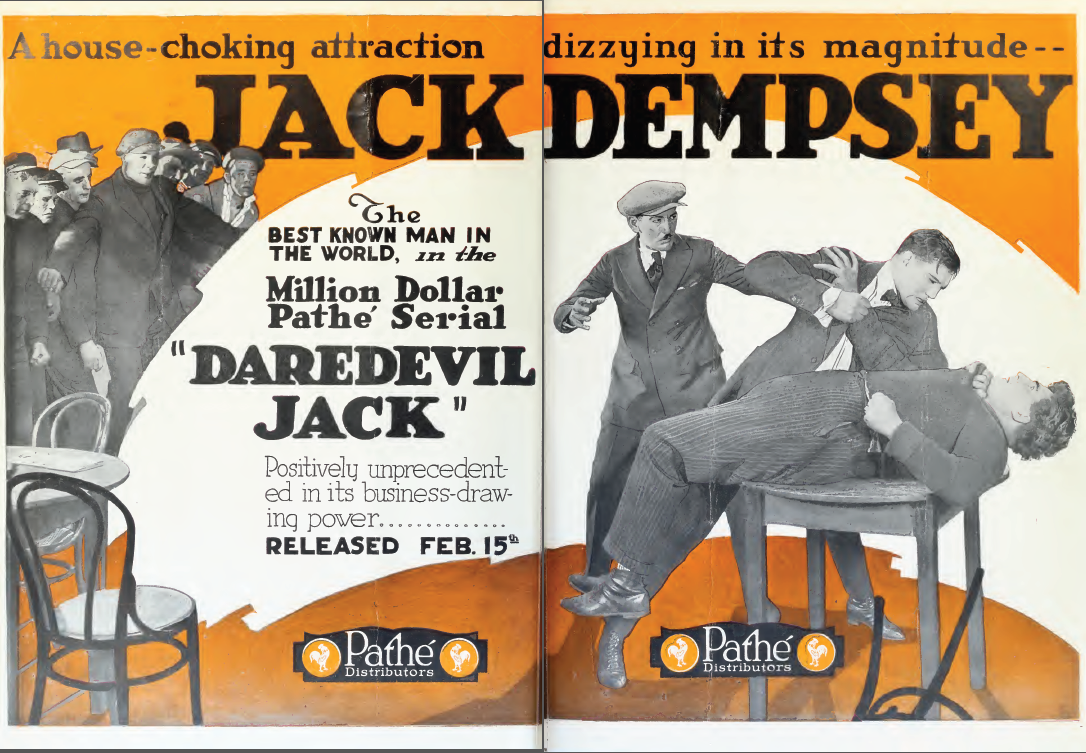
Publicité pour Daredevil Jack

- 1920 : Daredevil Jack : Jack Derry
- 1924 : Winning His Way
- 1924 : A Society Knockout
- 1924 : West of the Water Bucket
- 1924 : So This Is Paris
- 1924 : All's Swell on the Ocean
- 1924 : Bring Him In
- 1924 : The Title Holder
- 1924 : The Town Hall To-Night
- 1924 : Health Farm Wallop
- 1924 : K.O. for Cupid
- 1925 : Une nuit de folie (Manhattan Madness) de John McDermott  : Steve O'Dare
- 1927 : A Dozen Socks
- 1933 : Mr. Broadway : lui-même
- 1937 : La Grande Ville : Jack Dempsey
- 1953 : Off Limits : Jack Dempsey
- 1958 : Damn Citizen : Reporter

## Télévision
Jack Dempsey participe le 1er avril 1951 en tant qu'invité surprise à la populaire émission de divertissement What's My Line ? sur CBS.

## Galerie d'images

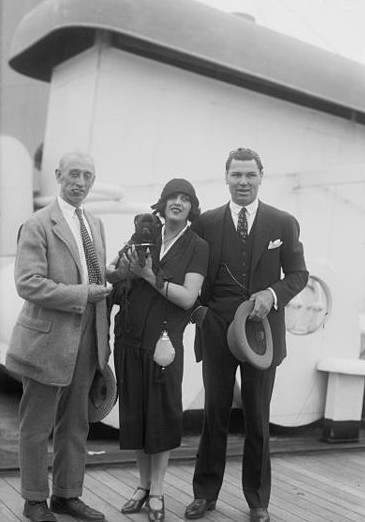
Jack avec sa femme
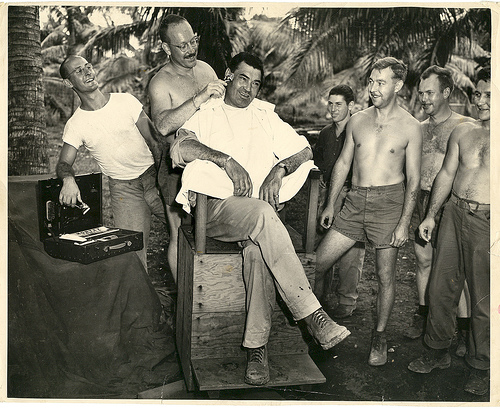
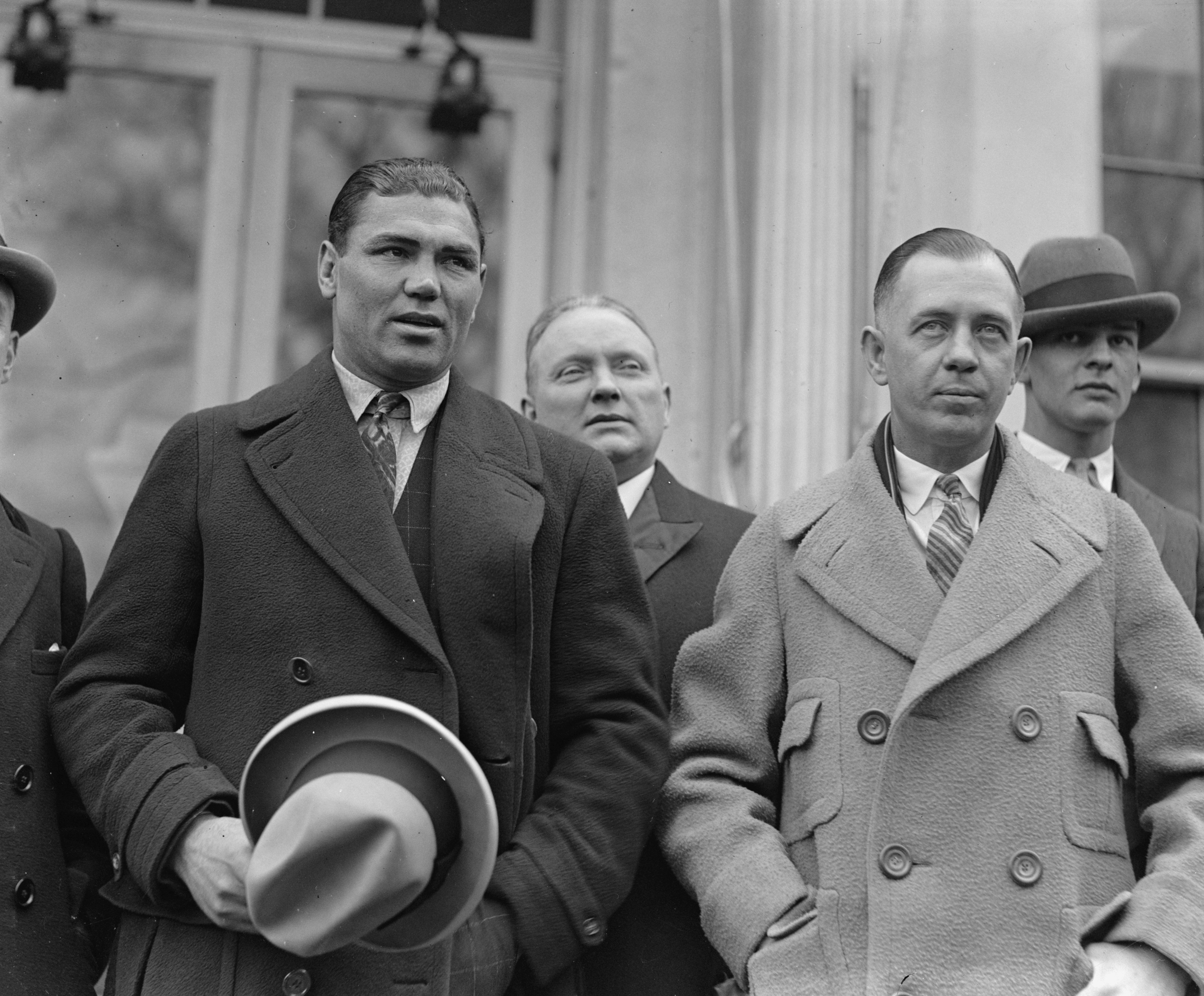
Avec Jack Kearns
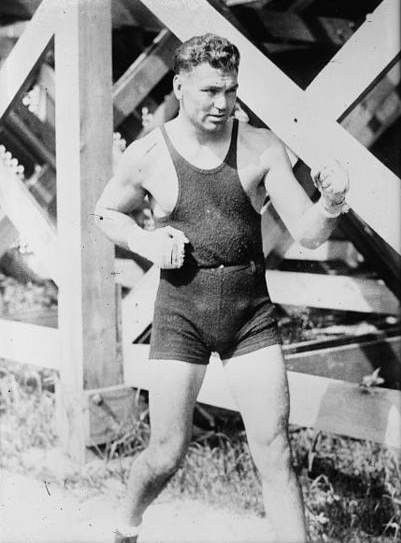
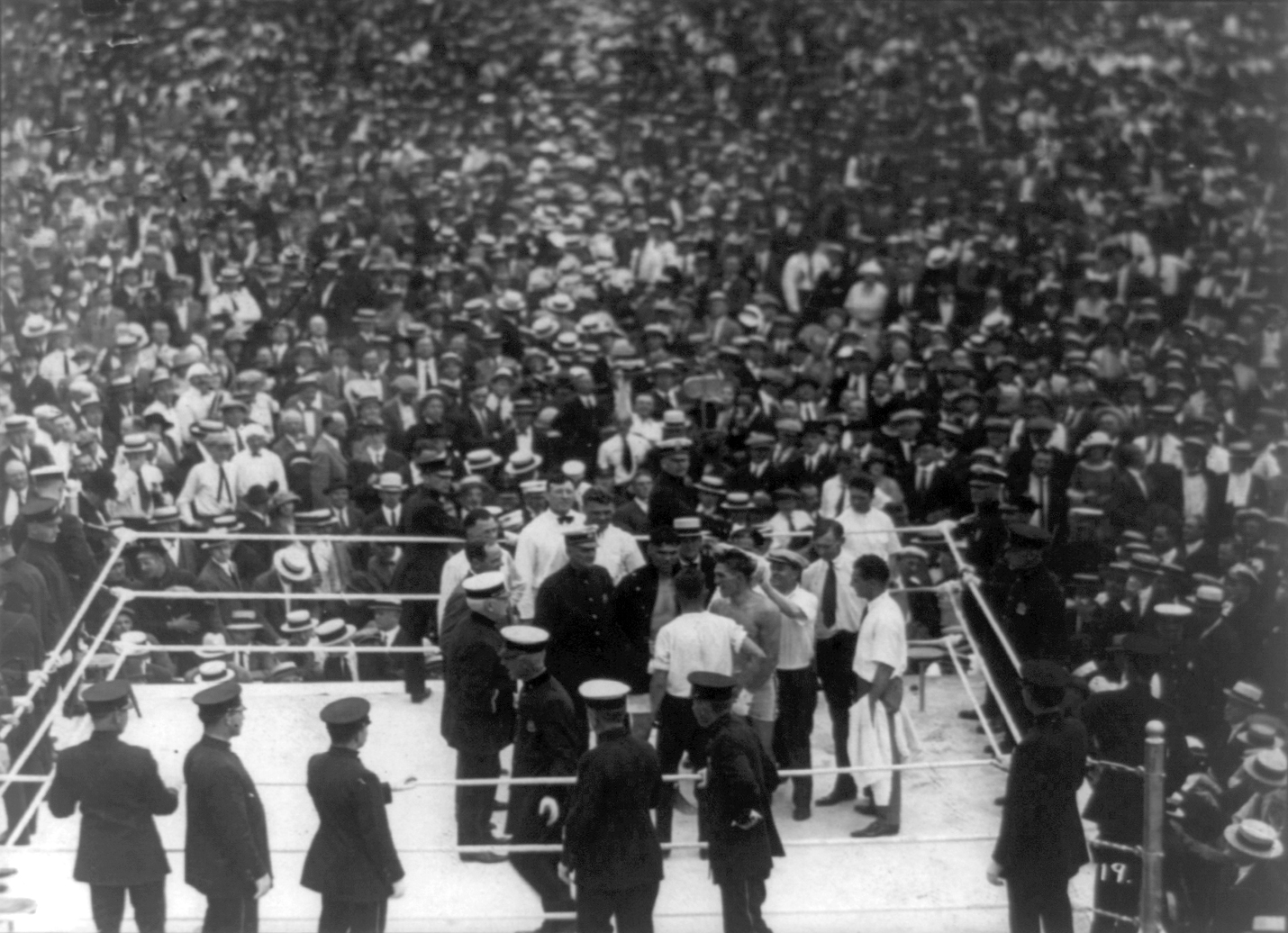
Face à face avec Georges Carpentier le 2 juillet 1921
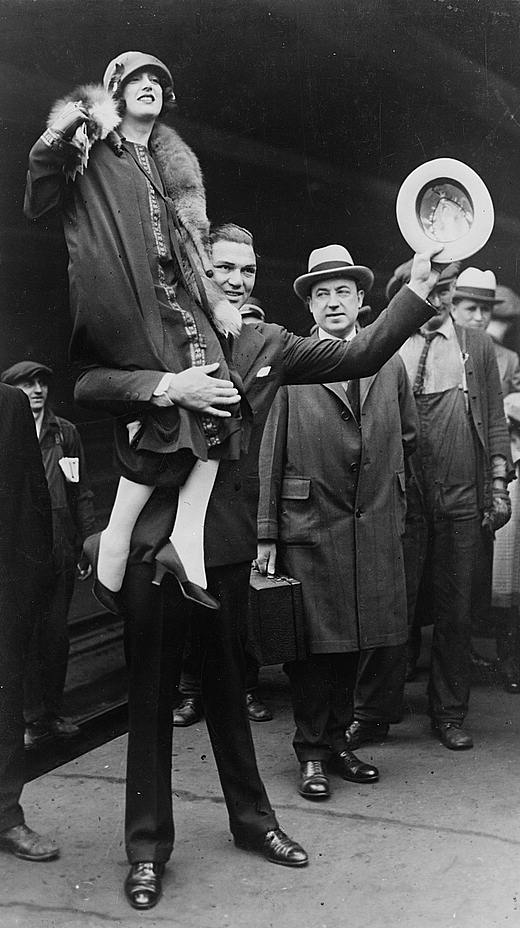
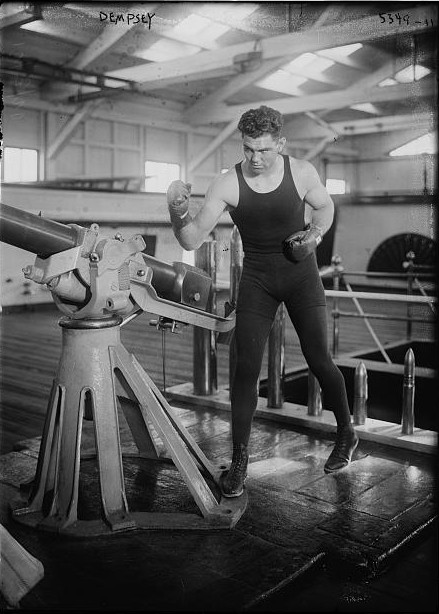
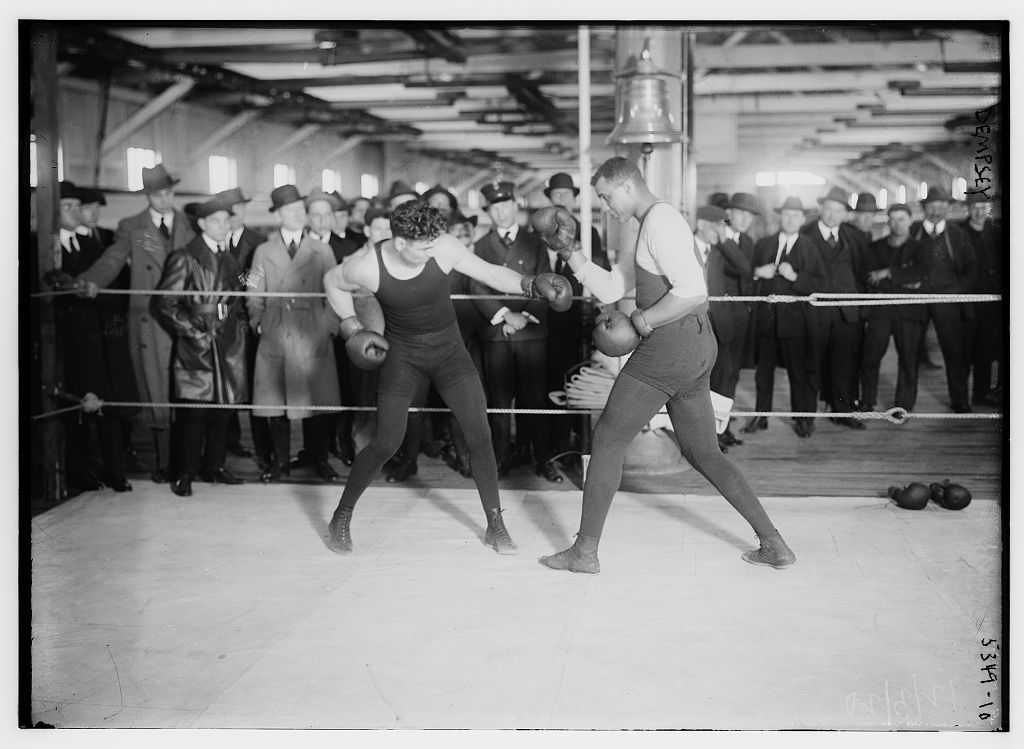
Sur le ring